# Lucius Shepard
Lucius Shepard (Lynchburg, VA, 21 de agosto de 1947 – 18 de março de 2014) foi um escritor estado-unidense de ficção científica, fantasia e realismo mágico, entre outros géneros. As suas primeiras histórias surgiram em 1983.
Shepard vivia em Vancouver, Washington.

## Obras seleccionadas

### Romances e novelas
- Green Eyes (1984)
- Life During Wartime (1987)
- The Scalehunter's Beautiful Daughter (1988, novela)
- The Father of Stones (1989, novela)
- Kalimantan (1990, novela)
- The Golden (1993, reeditado em 2006)
- The Last Time (1995)
- Valentine (2002)
- Louisiana Breakdown (2003)
- Aztechs (2003)
- Colonel Rutherford's Colt (2003)
- Floater (2003)
- Liar's House (2004)
- A Handbook of American Prayer (2004)
- Viator (2004)

### Antologias
- The Jaguar Hunter (1987)
- The Ends of the Earth (1991)
- Sports & Music (1994)
- Barnacle Bill the Spacer and Other Stories (1997)
- Two Trains Running (2004)
- Trujillo and Other Stories (2004)
- Eternity and Other Stories'" (2005)

### Banda desenhada
- Vermillion (1996-1997)

## Obras disponíveisonline
- The Night of White Bhairab
- Liar's House
- A Walk in the Garden
- Jailwise
- Senor Volto
- Emerald Street Expansions
- Over Yonder
- AZTECHS
- The Jaguar Hunter